# Roca Douanier
La roca Douanier es una pequeña isla rocosa que se encuentra próxima a la costa de la Antártida. Se ubica al este de la Punta Alden, la punta que separa la costa de Adelaida y la costa de Jorge V. Fue descubierta y nombrada "Rocher du Douanier" por la expedición francesa de 1949 al mando de André Liotard. El nombre alude a la división costera y la proximidad de esta isla, "douanier" en francés significa oficial de Aduanas.

## Reclamación territorial
La roca es reclamada por Australia como parte del Territorio Antártico Australiano, pero esta reclamación está sujeta a las disposiciones del Tratado Antártico.